# 白糠郡
白糠郡（日语：／ Shiranuka gun */?）為日本北海道釧路綜合振興局的郡，位於釧路綜合振興局西部。

## 轄區
轄區包含1町：
- 白糠町

## 沿革

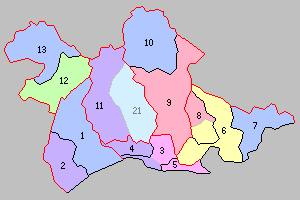
北海道一・二級町村制施行時白糠郡下辖町村（1.白糠村 2.尺別村 紫：釧路市）

- 1869年8月15日：北海道設置11國86郡，釧路國白糠郡成立。
- 1897年11月：北海道實施支廳制，釧路國釧路郡隸屬釧路支廳之管轄，此時釧路郡下轄白糠村、庶路村、尺別村。[1]（3村）
- 1915年4月1日：白糠村、庶路村合併為白糠村，並成為北海道二級村。（2村）
- 1919年4月1日：尺別村成為北海道二級村。（2村）
- 1922年4月1日：尺別村改名為音別村。
- 1943年6月1日：北海道一級二級町村制廢止。白糠村和音別村成為內務省指定村。
- 1946年10月5日：指定町村制廢止。
- 1949年10月10日：白糠村大樂毛地區被併入釧路市。
- 1950年11月1日：白糠村改制為白糠町。（1町1村）
- 1959年1月1日：音別村改制為音別町。（2町）
- 2005年10月11日：音別町和釧路市、阿寒郡阿寒町合併為新設立的釧路市，並脫離白糠郡之管轄。